# Крипер (Джиперс Криперс)
Крипер (англ. Creeper), также известный как «Существо» (исп. La Criatura) и «Демон» (исп. El Demonio) — вымышленный персонаж и главный антагонист серии фильмов «Джиперс Криперс», придуманный режиссёром и сценаристом Виктором Сальвой. 
Крипер — это человекоподобное существо, имеющее сходство с летучей мышью — оно обладает таким же перепончатыми крыльями. Крипер впадает в спячку на 23 года, а каждую 23-ю весну в течение 23-х дней охотится на людей с целью поедания их органов, ради продления собственного существования. Оно также имеет сверхчеловеческие способности и силы. Обладает способностью регенерации и бессмертия, а также сверхчувствительным обонянием, за счёт которого может улавливать состояния жертвы по её уровню страха.

## Появления

### Оригинальная кинотрилогия
Значительную часть первого фильма «Джиперс Криперс» (2001) монстр облачён в одежду, и главные герои — юноша Дэрри и его сестра Триш — ещё не знают, что они столкнулись с нечеловеческой сущностью. Сначала Крипер пугает ребят на дороге, сидя за рулём своего жуткого грузовика — то ли пытаясь обогнать машину, то ли столкнуть её на обочину. А затем молодые люди видят, как он скидывает большие белые свёртки с красными разводами в трубу у заброшенной церкви. Монстр замечает их и пытается догнать Триш и Дэрри, но ребятам удаётся ускользнуть от него. Дэрри уверен, что в свёртках — люди. Он уговаривает сестру вернуться к церкви — вдруг человек в свёртке ещё жив. 
Так юноша оказывается в подвале, на стенах которого — десятки трупов. Ребята вызывают полицию, которая не верит рассказу брата и сестры, но вскоре монстр нападает на патрульную машину, и убивает нескольких полицейских. Тем временем, ребят доставляют в участок, куда также приезжает женщина по имени Жизелль Гей Хартман — она говорит им, что монстр хочет забрать одного из них. Крипер нападает на полицейский участок, убивая служителей закона и находящихся в камерах заключённых. Триш и Дэрри прячутся в комнате для допросов, где вскоре появляется Крипер. Он собирается забрать Дэрри, Триш предлагает взять её, но монстр сделал свой выбор — он исчезает вместе с юношей в ночном небе. 
На следующее утро обессиленная Триш покидает участок, наблюдая за тем, как стая воронов улетает прочь — в кадре появляется здание завода, звучит музыка, а Крипер занимается своими страшными делами — в последнем кадре зрители видят в глазницах монстра глаза Дэрри — он глядит в кадр прямо сквозь изуродованное тело юноши.
Сиквел «Джиперс Криперс 2» (2003) начинается с того, что монстр похищает мальчика Билли — сына фермера Джека Таггарта. В то же время с выездного матча домой возвращается школьная команда. Ребята в автобусе привлекли внимание Крипера, и он начинает свою охоту — сначала избавляясь от водителя и двух тренеров, а затем — убивая школьников. На помощь ребятам приходит Джек Таггарт и его старший сын Джеки. Им удаётся поймать Крипера, но не убить — очередной цикл закончился, и монстр впал в спячку прямо в разгар битвы.
В финале картины, спустя 23 года после основных событий, трое подростков приезжают на ферму Таггартов. Они приехали посмотреть на адскую тварь — Джеки проводит их в сарай, где ребята встречают состарившегося Джека — он держит наготове гарпун, направленный на иссохшее тело Крипера, которое висит прямо над входом в сарай. Один из подростков спрашивает его: «Вы чего-то ждётё?», на что получает ответ: «Ещё пара дней…».
«Джиперс Криперс 3» (2017) рассказывает о событиях, которые произошли сразу после финала первого фильма, когда Крипер похитил Дэрри. Полицейские отвозят грузовик, который монстр оставил возле участка, на стоянку — но по пути монстр нападает на них, и возвращает себе автомобиль. Между тем, обезумевшая мать Кенни Брендона, Гейлен, видит призрак сына, который говорит ей, что монстр скоро вернётся в эти края, и просит женщину уехать далеко-далеко. На участке её дома зарыта рука монстра, которую он потерял 23 года назад. Дотронувшись до неё, женщине приходит видение, в котором она узнаёт правду о монстре. Между тем, группа подростков находит брошенный в лесу грузовик Крипера, и один за другим становятся жертвами монстра. Крипер успевает напасть и на сотрудников фермы, где находилась внучка Гейлен, Эддисон и её друг Бадди. Крипер похищает девушку, но ей вскоре удаётся сбежать. Между тем, по пятам монстра следует группа вооружённых мужчин под руководством шерифа Дэн Таштего, уже сталкивавшегося с Крипером в прошлом. Они приезжают к Гейлен, где шериф также касается руки монстра. Крипер преследует Эддисон, но ей удаётся сбежать, и найти свою бабушку и шерифа. Когда монстр добирается до того места, где была спрятана его рука, её там уже нет, а лишь доска с надписью «Мы знаем, что ты такое…». На следующий день, Бадди уезжает на баскетбольную игру, и садится в тот самый школьный автобус, на который Крипер напал во втором фильме. 23 года спустя — приблизительно тогда же, когда происходит действие финальной сцены второй части — Триш Дженер пишет письмо, в котором призывает присоединиться к ней в борьбе против Крипера, который вот-вот выйдет из спячки.

### Комиксы
Авторы фильма не раскрывают историю происхождения монстра, но комикс «Джиперс Криперс: След зверя» (2018) проливает чуть больше информации о сущности древнего монстра. Крипер старше человечества и путешествовал по миру вечно. Его фигура присутствует в большинстве культур и мифологий человечества в виде различных божеств и демонических существ. У ацтеков он был известен как Кетцалькоатль, которому племена приносили человеческие жертвы в древнем городе Теотиуакане. Чероки знали, что это была форма жизни, существовавшая ещё до появления человека в мире, и называли её Уктена — они боялись, но уважали монстра до такой степени, что предпочитали добровольно кормить его, становясь его жертвами. Считается, что он ответствен за исчезновение 117 человек из колонии Роанок, а также виновником подземного пожара в Сентрейлии, когда Крипер напал на местных шахтёров — тогда под землёй располагалось логово монстра. Позже из-за этих событий Крипер перебрался в округ Похо в штате Флорида — там он использовал старую церковь в качестве своего нового убежища, «Дома боли», а в 1978 году он убил пару подростков — Кенни Брендона и Дарлу Кливэй.

### Перезагрузка
Четвёртый фильм франшизы «Джиперс Криперс: Возрождённый» (2022) является перезагрузкой истории, и никак не связан с предыдущими фильмами — хотя пролог картины повторяет начало истории Триш и Дэрри из первого фильма, но уже с другими — пожилыми — персонажами. В этой части Крипер существует как городская легенда. В нём вокруг фигуры монстра сформирован некий культ, обосновавшийся в глубинке штата Луизианы — для свершения пророчества его члены должны принести в жертву девушку и её неродившегося ребёнка. Так в центре событий оказывается молодые возлюбленные Лейни и Чейз, приехавшие на фестиваль «The Horror Hound», среди организаторов которого — члены культа. Они похищают Лейни, и отправляют Чейза и нескольких других персонажей в старинный дом, где прячется Крипер, начавший очередной 23-дневный цикл.

## Описание

### Внешность
Крипер — высокого роста человекоподобный монстр с крыльями, передвигающийся на двух ногах. Большую часть первого фильма он одет в рубашку и штаны, а также широкополую шляпу и плащ, скрывающий большие крылья, и обувь. Его кожа имеет сероватый цвет, есть сходство с рептилией. На затылке монстра — копна седых волос до плеч. Зубы состоят из острых клыков. На лице — два перепончатых придатка, оканчивающихся маленькими когтями. Ими он прикрывает своё лицо, иногда распуская их, образуя устрашающий «ореол» вокруг головы. На кончиках пальцев на ногах и руках монстра — длинные и острые когти.

### Силы и особенности
Своеобразный метаболизм заставляет его спать в течение 23-х лет и просыпаться только на 23 дня каждую весну, чтобы кормиться и заменять части тела, которые находятся в худшем состоянии — таким образом монстр продлевает себе жизнь. 23 — особое число у символистов и любителей теорий заговоров, а в кинематографе часто является «роковым» из-за связи с трагическими событиями. У Крипера нет контроля над своим жизненным циклом: он не может выбирать, когда засыпать или просыпаться — это происходит, как только приходит время. В комиксах впервые показано, что монстру всё же нужно спать во время цикла бодрствования — в одной из сцен Крипер прячется в своём логове наподобие подвала церкви, устланном телами жертв, и засыпает.
Крипер обладает сверхчеловеческой силой, благодаря которой может одолеть даже сильного противника. Благодаря большим крыльям, он может очень быстро перемещаться в небе, стремительно взлетая вверх и маневрируя в воздухе. Все попытки главных героев убить монстра оканчивались неудачей — в борьбе он мог лишиться внутренних органов или частей тела, но способность к регенерации делает его практически бессмертным — для того, чтобы восстановиться, ему нужно съесть повреждённый или отсутствующий орган у своей жертвы. В комиксах также утверждается, что часть души каждого убитого Крипером человека — точнее того, чей орган он съел — живёт в самом монстре. Призрак Кенни появляется перед своей матерью Гейлен и говорит ей, что Крипер «знает всё, что знаю я».
Жестокий монстр охотится, чтобы питаться: острое обоняние Крипера указывает на особенность конкретного человека, делая его подходящей жертвой. Но понять это монстр может лишь когда человек боится — он чувствует испытываемый страх и выбирает следующую жертву, в редких случаях не нанося вреда тем, кто ему не нужен. Он всегда берёт тела жертв и прячет их в своём логове, где любит бальзамировать их и использовать для украшения стен. Во время показанных в фильмах событий его убежищем был подвал старой заброшенной церкви. Когда полиция прибыла к месту пожара — устроенного монстром, чтобы скрыть следы своих деяний — то обнаружила там сотни тел, многим из которых не один десяток лет. В фильмах монстр не произнёс ни слова, но возможно, что он понимает человеческую речь. В удалённой сцене, действие которой происходит сразу после убийства «старухи с кошками», Крипер говорит с главными героями — он говорит с южно-американским акцентом и произносит фразу: «От неё отвратительно пахнет! Не так ли?».
До событий трилогии — в свой предыдущий цикл — Крипер потерял руку, которую Кенни закопал рядом со своим домом незадолго до смерти. В отличие от других потерянных частей тела, показанных в фильмах, рука ведёт себе как живое существо, двигается, а любой человек, который до неё дотронется — узнает все секреты монстра. Правда открылась Гейлен Брендон и шерифу Дэну Тэштего, но зрители так и не узнали, что именно они увидели.
Четвёртый фильм раскрывает другую способность Крипера — регенерации с помощью многочисленной стаи ворон, которые в предыдущих фильмах были лишь предвестниками появления монстра.

### Оружие
Крипер имеет в арсенале множество орудий. Его основным оружием является боевой топор с короткой рукоятью. Монстр прячет топор под одеждой — благодаря огромной силе и скорости, он позволяет Криперу обезглавить человека одним ударом или нанести другие серьёзные повреждения. Также Крипер носит с собой острые кинжалы — у него есть привычка вырезать изображения на их рукоятках. Крипер использует кости своих жертв, чтобы вырезать лезвия для сюрикенов; их кожу и другие останки для «украшения» своих ужасных орудий убийств. Иногда во время охоты Крипер использует копьё, которое встроено в выхлопную трубу грузовика.

### Грузовик
Крипер передвигается на полуторатонном грузовике «Шевроле-Кэбовер» (англ. Chevrolet COE 1946.2) 1940-х годов, на нём обычно перевозили туши животных и мясную продукцию. Крипер усовершенствовал динамику автомобиля, за счёт чего тот может разгоняться до больших скоростей. В фильме автомобиль изображён очень старым и грязным, покрытым ржавчиной. Окна не позволяют увидеть внутреннюю часть кабины. Сзади машины установлен номерной знак «BEATNGU», который Дерри в первом фильме интерпретировал как «Ударил и смылся» (англ. Beat & Go), но позже зрителям становится понятно, что надпись имеет другой смысл — «Я съём тебя» (англ. Be Eating You). Автомобиль оснащён мощным гудком, а спереди установлена остроугольная решётка с паровоза для расчистки путей. В грузовике он держит другое оружие — копья и дротики, которыми он пронзает жертв, находящихся далеко — у них настолько острое острие, что они могут без труда пройти сквозь толстые и твердые предметы. Как снаружи, так и внутри грузовик оборудован ловушками, которые активируются и убивают любого, кто попытается украсть или открыть и проникнуть в него.

## Создание персонажа
Созданием образа Крипера занимался режиссёр и сценарист Виктор Сальва для первого фильма трилогии — одним из источников вдохновения является Джек-пружинки-на-пятах из английского городского фольклора.
Когда Сальва работал над сценарием, он представлял в роли монстра актёра Лэнса Хенриксена, но в итоге во всех трёх фильмах сыграл Джонатан Брек. Получив роль, Брек сразу же побрил голову налысо. В финальной сцене первого фильма, когда монстр смотрит в кадр через глазницы Дэрри, Крипера сыграл Джастин Лонг. В четвёртом фильме монстра сыграл Жарро Бенжамен
Брайан Пеникас получил номинации на премию «Fangoria Chainsaw Award» в 2002 и 2004 годах за работу над гримом монстра в первом и втором фильмах. В начале работы над фильмом, в среднем на наложение грима уходило около 7 часов, затем Пеникас придумал более быструю технологию, сократив время до 3 часов.

## Признание
Развлекательный портал «IGN» поставил Крипера на 20-е место в списке «25 лучших злодеев в ужастиках», а «Screenrant» — на 8-е место в списке самых страшных монстров кино 2000-х годов. Сайт «GamesRadar» внёс Крипера в список самых жестоких злодеев ужастиков.